# Théâtre des Jeunes-Artistes

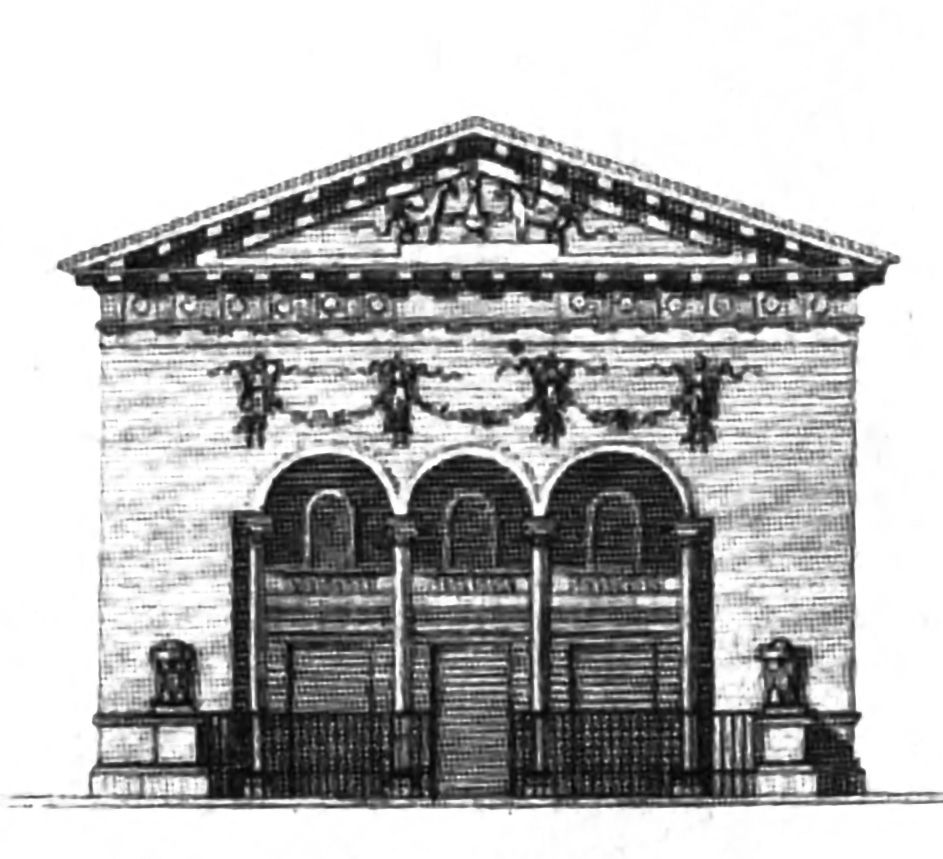
Ansicht von der Porte Saint-Martin aus

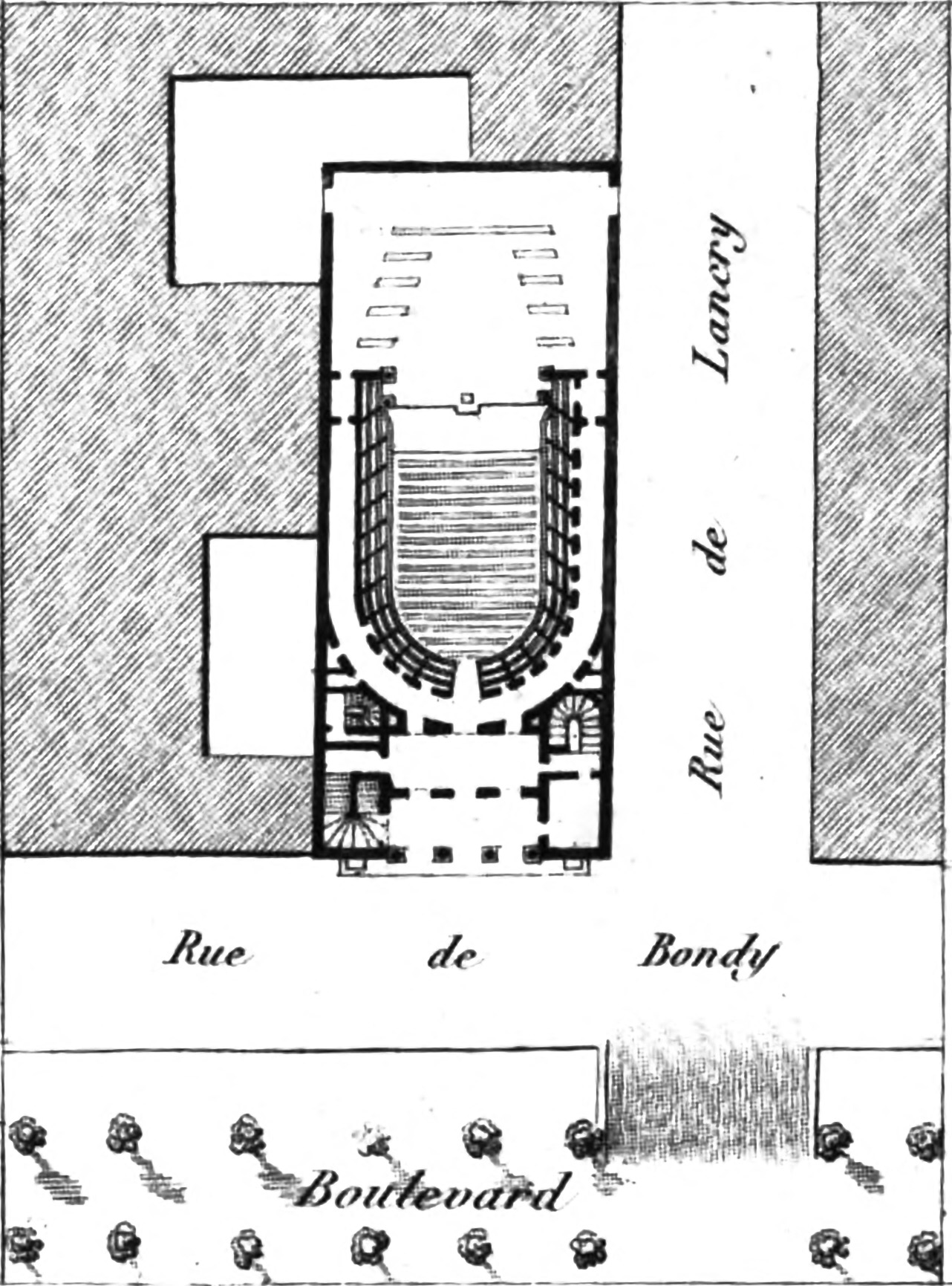
Grundriss als, in der damals üblichen, Orthogonalzeichnung

Das Théâtre des Jeunes-Artistes, vormals Théâtre français comique et lyrique, war ein Pariser Theater an der Ecke der Rue René Boulanger, damals Rue Bondy, zur Rue Lancy, unweit des Boulevard Saint-Martin im 10. Arrondissement.
Am Boulevard Saint-Martin in direkter Nachbarschaft befanden sich bereits das ältere Théâtre de la Porte Saint-Martin und nur wenig weiter, an der Rue Bondy an der Ecke zum Boulevard du Temple, das Théâtre des Variétés-Amusantes des Schauspielers Lécluse. Dieser suchte nach einer besseren Geldanlage, denn die Geschäftsführer hatten durch die Programmauswahl das Theater heruntergewirtschaftet und so entschloss er sich ein neues Theater zu bauen. Das Théâtre des Variétés-Amusantes wurde dann vom Schauspieler Dorfeuille übernommen.
Im Jahr 1790 wurde also dort ein kleines Theatergebäude errichtet. In früheren Jahren hatten bereits ein kleinerer Theaterbau gestanden und anschließend eine Papiermanufaktur, die dafür abgerissen wurde. Das Grundstück in Form eines Parallelogramms hatte eine ungefähre Größe von 33 auf 131 Meter. Das Gebäude betrat man durch ein Vestibül, von dem aus der Saal und über zwei Treppen die Logen erreichbar waren. Der Saal selbst hatte eine Länge von  knapp 12 Metern und eine Breite von 7 Metern und zusammen, mit den Logen, fanden dort 520 Personen Platz. In diesem Haus fand dann zuerst das „Théâtre français comique et lyrique“ seine Spielstätte. Das Programm bestand aus Komödien, Opern und Dramen, was auch zuerst Erfolg bescherte, aber auch hier ließ die Programmgestaltung zu wünschen übrig, der Ruf litt und so kam es zur Schließung.
1794 etablierte sich in diesem Gebäude das Théâtre des Jeunes-Artistes. Einer der Geldgeber war der Vater des Dramatikers Eugène Cantiran de Boirie, der so sein Vermögen retten wollte. Anfangs wurden vor allem politische Stücke gegeben, wie zum Beispiel von Alphonse Martainville, die den Horror der Französischen Revolution und der Schreckensherrschaft der Jakobiner behandelten. Nach dem Ende der Revolution wechselte das Programm, denn das Théâtre des Jeunes-Artistes hatte seine politische Rolle gespielt und es war an der Zeit, den Spielplan auf leichtere Unterhaltung umzustellen. Gespielt wurden von nun an bereits bekannte Stücke von Molière, Jean-François Regnard, Dancourt, aber auch aktuelle Autoren kamen zum Zug, unter anderem Maxime de Redon und Louis Abel Beffroy de Reigny. Unter der Leitung verschiedener Direktoren, unter anderem Jacques Foignet, konnte das Theater mit wechselndem Glück, bis 1807, als fast alle Theater durch kaiserliches Dekret verboten wurden, überleben.
Später bekannte Theaterpersönlichkeiten hatten dort ihr Debüt wie Charles-Emmanuel Lepeintre oder Monrose und so auch der Chansonnier Marc-Antoine-Madeleine Désaugiers.
Das Gebäude wurde später abgerissen und durch ein Wohnhaus ersetzt.

## Aufführungen (Auszug)
- Les nouvelles métamorphoses, Vaudeville in einem Akt von Joseph Servières (1805)
- Le prince invisible, ou Arlequin prothée, Feerie in sechs Akten von Antoine-Bertrand Fages (1804)
- Cinq et deux font trois, ou, Le marchand d’esprit, Stück in Sprichworten und Versen als Vaudeville von Jacques-André Jacquelin (1802)
- Le petit César, ou, La famille des Pyrénées, Drama in drei Akten als Prosa von Alexis Eymery (1801)
- M. Jocrisse au sérail de Constantinople, ou, Les bêtises sont de tous les pays, Singspiel in Prosa von René Perin (1800)
- L’antiquo-manie, ou, Le mariage sous la cheminée, Komödie in einem Akt von Jacques-André Jacquelin (1799)